# Limonnik

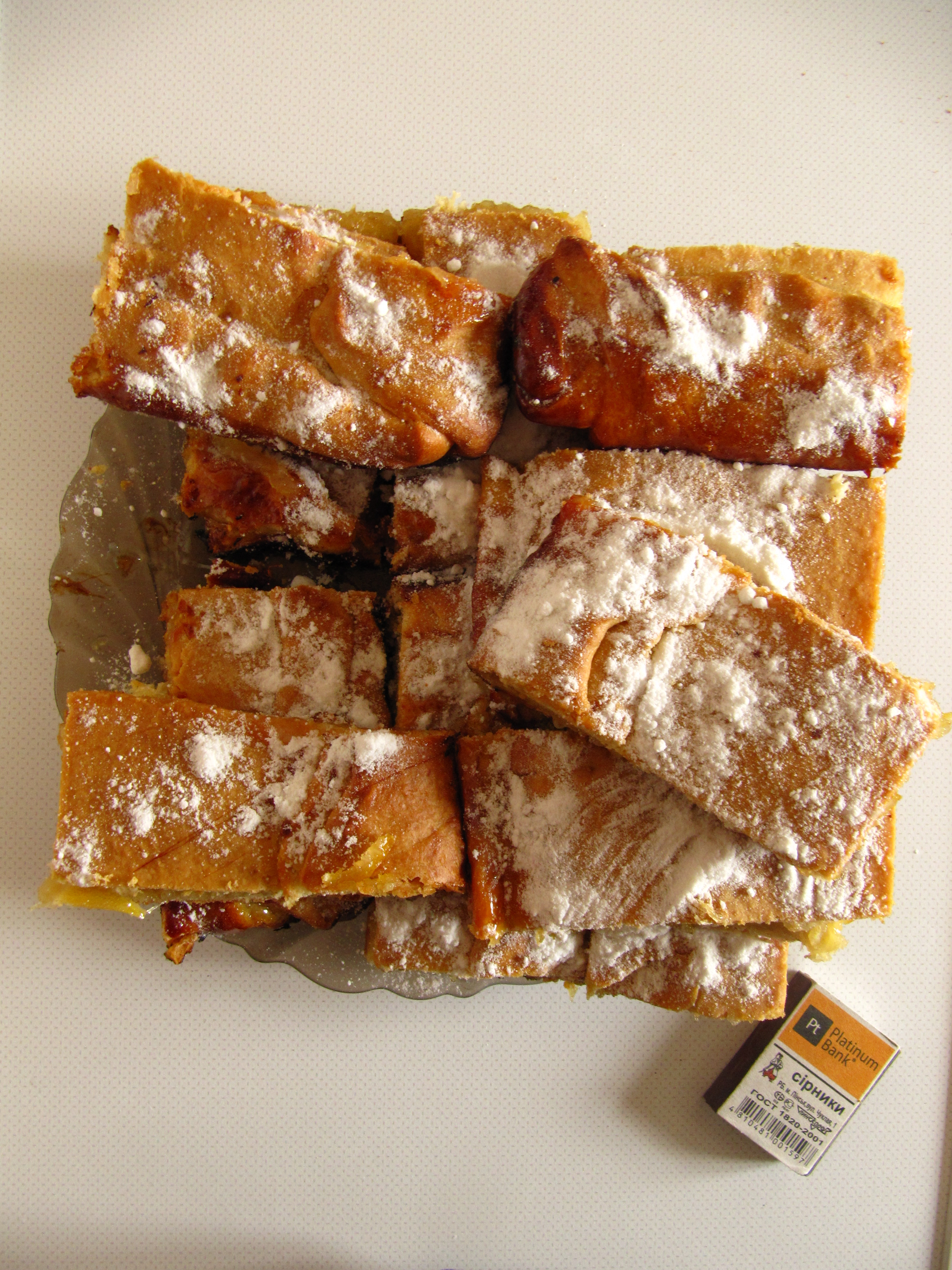
Morceaux de limonnik

Le limonnik est une tarte au citron d'origine ukrainienne. Limonnik est une pâte brisée, préparée sans œufs. La pâte n'a pratiquement pas de sucre et se marie bien avec la garniture au citron aigre-doux.